# Behind the Camera: The Unauthorized Story of Three's Company
Behind the Camera: The Unauthorized Story of Three's Company is een Amerikaanse televisiefilm van NBC uit 2003 over het het ontstaan en het succes van de sitcom Three's Company, evenals de conflicten achter de schermen die tot het ontslag van actrice Suzanne Somers hebben geleid.

## Verhaal

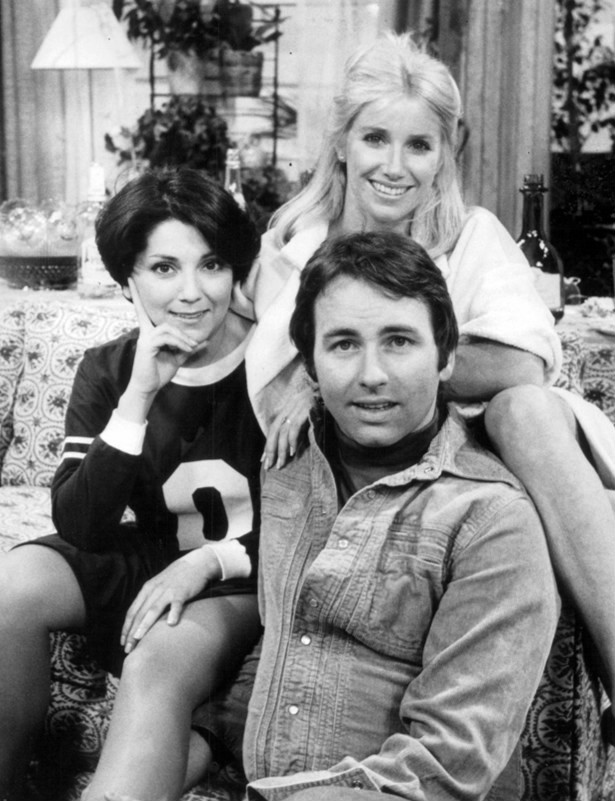
Joyce DeWitt, John Ritter en Suzanne Somers, de hoofdrolspelers in Three's Company

De film bevat een gedramatiseerd relaas van de periode dat er een conflict ontstond tussen enerzijds de producenten en de acteurs en anderzijds Suzanne Somers en haar manager, die meer zichtbaarheid en meer geld voor Somers wilde bekomen. Ook het einde van de serie komt aan bod in de film.
In november 1975 proberen de Amerikaanse producenten Donald L. Taffner en zijn partner Ted Bergmann verschillende tv-netwerken warm te maken voor een Amerikaanse remake van de Britse komische televisieserie Man About the House. In januari 1976 beslist Fred Silverman, de nieuwe programmadirecteur van ABC, om Three's Company een kans te geven. Op 28 januari 1977 wordt de eerste aflevering ingeblikt en op 15 maart 1977 gaat de nieuwe televisieserie in première op ABC. In mei 1977 is er een afsluitend feestje om het eerste seizoen te vieren.
Eind 1977 neemt Somers Jay Bernstein onder de arm om haar carrière in handen te nemen en van haar de nieuwe Farrah Fawcett te maken. Twee jaar later sluit Somers een overeenkomst met CBS om haar eigen televisieserie te krijgen. In juli 1979 wordt Bernstein ontslagen door Somers.
In oktober 1980 probeert haar man Alan Hamel, als nieuwe manager van Somers, voor haar een salarisverhoging van 500% te bekomen bij ABC. Omdat de salarisonderhandelingen op niets uitdraaien veinst Somers een gebroken rib en komt ze op 21 oktober 1980 niet opdagen voor de opnames. Ook op 2 en 9 november stuurt ze haar kat. Eind november vinden de producenten het welletjes. Haar rol wordt sterk beperkt en ze wordt gedwongen om haar scènes apart op te nemen, los van de andere acteurs. Aan het eind van een aflevering belt haar personage Chrissy dan gewoonlijk met Jack of Janet vanop een andere plaats.
Somers gaat publiek met haar kant van het verhaal in de talkshow The Phil Donahue Show in januari 1981. Twee maanden later wordt ze door ABC met juridische stappen bedreigd vanwege het gebruik van het personage Chrissy in een act in Las Vegas. Op 2 april 1981 wordt Somers uiteindelijk ontslagen door ABC.
Vanwege de juridische dreiging van ABC ziet Somers in mei 1982 haar overeenkomst met CBS voor haar eigen televisieserie geannuleerd worden, omdat het gebruik van een personage dat sterk op Chrissy lijkt ook tot juridische stappen tegen CBS kan leiden.
Op 17 februari 1984 vinden de opnames plaats van de allerlaatste aflevering van Three's Company. John Ritter is de enige van de hoofdrolspelers die zijn personage verder zal vertolken in de spin-offserie Three's a Crowd.

## Rolverdeling
| Acteur              | Personage        |
| ------------------- | ---------------- |
| Joyce DeWitt        | zichzelf         |
| Daniel Roebuck      | Ted Bergmann     |
| Wallace Langham     | Jay Bernstein    |
| Bret Anthony        | John Ritter      |
| Melanie Paxson      | Joyce DeWitt     |
| Jud Tylor           | Suzanne Somers   |
| Christopher Shyer   | Alan Hamel       |
| Gregg Binkley       | Don Knotts       |
| Gary Hudson         | Tony Thomopoulos |
| David Lewis         | Ira Denmark      |
| Jason Schombing     | Jeff Kline       |
| Terence Kelly       | Norman Fell      |
| Barbara Gordon      | Audra Lindley    |
| Michael David Simms | Don Taffner      |
| Brian Dennehy       | Fred Silverman   |
| Liz Crawford        | Jenilee Harrison |
| Anne Ross           | Priscilla Barnes |

## Trivia
- Voormalig Three's Company-hoofdrolspeelster Joyce DeWitt was coproducent en verteller van de film. Het standpunt van de film werd door critici beschouwd als nogal eenzijdig, waarbij DeWitt voorgesteld werd als geduldige en hardwerkende actrice terwijl Somers een overambitieuze opportuniste was die daarin aangemoedigd werd door haar manager-echtgenoot.[1] De critici waren niet verrast om te zien dat noch Ritter noch Somers bij het project betrokken waren.[2]
- De film neemt het niet altijd even nauw met de echte gebeurtenissen en bevat verschillende onjuistheden en onnauwkeurigheden. Zo vertelt in de film Somers tijdens een repetitie dat ze haar zoon kreeg toen ze 17 was, maar haar zoon Bruce werd geboren op 8 november 1965 wat betekent dat ze 19 was toen ze hem kreeg.[3] Ook zegt DeWitt, als verteller van de film, dat Three's Company op vrijdag werd opgenomen, wat door Harrison bevestigd wordt. Maar in de film plannen Taffner en Ritter de auditie voor Jacks verloofde op een vrijdag en wanneer Joyce plotseling binnenkomt en Taffner haar vraagt wat ze komt doen antwoordt ze dat ze graag een dag van tevoren komt om haar kleedkamer in orde te brengen. Dit impliceert dat de show op zaterdag opgenomen werd, wat onjuist is.
- Somers en DeWitt spraken niet met elkaar tijdens de productie of promotie van de film. Ze deden dat pas voor het eerst weer na 30 jaar, tijdens de talkshow van Somers in februari 2012.[4]